# Comuna Pokotîlove, Novoarhanhelsk
Pokotîlove (în ucraineană Покотилове) este o comună în raionul Novoarhanhelsk, regiunea Kirovohrad, Ucraina, formată din satele Orlove, Pokotîlove (reședința) și Tarasivka.

## Demografie
Componența lingvistică a comunei Pokotîlove
     Ucraineană (97,95%)
     Alte limbi (1,3%)
Conform recensământului din 2001, majoritatea populației comunei Pokotîlove era vorbitoare de ucraineană (97,95%), existând în minoritate și vorbitori de alte limbi.